# 杰克·科里森
積克·大衛·哥利遜（英語：Jack David Collison，1988年10月2日—）是一名在英格蘭出生的威爾斯已退役足球運動員，司職中場，出身自韋斯咸。哥利遜是「大鎚仔」的青訓產品，於16歲加盟球隊後，迅速由學徒球員提升至一隊成員。雖然偏愛擔任左中場，但亦能勝任中場任何一個位置。

## 生平

### 球會

#### 西漢姆聯
青年隊
哥利遜在少年時期先在彼德堡接受足球訓練，其後加入劍橋聯，但球隊因財困而降班脫離英格蘭足球聯賽，更解散其青訓系統，時年16歲的哥利遜需要另覓出路，獲介紹參加韋斯咸的試訓，其表現得到青訓總監托尼·卡尔（Tony Carr）賞識，向他提供首年獎學金球員學額。
哥利遜一直追隨東尼·卡爾學藝，於2007/08年球季成為預備隊的隊長，同年夏季年青的哥利遜於一隊季前熱身賽對霍恩徹奇（Hornchurch）及米爾頓凱恩斯均獲派上陣。2007年11月主場對保頓首次獲挑選加入一隊名單，並於2008年1月1日作客對阿仙奴首次為一隊在英超上陣，後補入替因傷離場的龍格堡，而到4月11日作客出戰保頓，他代替因傷缺陣的马克·诺布尔首次正選登場。
晉身一隊
2008年夏季哥利遜與韋斯咸簽署五年新約，其後隨隊出訪北美，以後補身份分別在3-1擊敗哥倫布機員及2-3負於「美職聯全明星隊」的季前熱身賽上陣。2008/09年球季季初哥利遜仍留在阿歷斯·戴亞（Alex Dyer）的預備隊，更一度準備外借到彼德堡。但2008年10月29日作客0-2負於曼聯，後補上陣的哥利遜有上佳的演出，正值當時球隊中場傷兵滿營，時任領隊蘇拿認為哥利遜應留在查特韦尔希斯訓練場（Chadwell Heath）隨同一隊訓練。
哥利遜以更多出色的表現回報蘇拿對他的賞識，11月8日在主場烏普頓公園球場以1-3不敵愛華頓，他後補入替受傷的厄遜，於18碼勁射破網，射入個人首個入球，而這場亦是他首次在主場上陣，而這記入球稍後在韋斯咸球迷網站「Knees Up Mother Brown」獲提名候選「年度金球」，他良好的狀態獲得蘇拿點名稱讚，並於12月再與他續簽五年新約。在拆禮物日作客對樸茨茅夫，他射入1球為球隊將比分扳平1-1，並再交出兩次助攻，最終協助韋斯咸反勝4-1完場；2009年3月1日他在主場對曼城射入季內個人第三個入球，亦是賽事唯一入球以1-0小勝獲得寶貴3分。哥利遜雖然在預備隊時主要擔任正中場，但他成為蘇拿麾下的鑽石形中場的左翼首選。3日後於作客1-0擊敗韋根，哥利遜在嘗試用胸口停定長傳時意外導致膝蓋脫臼，因而缺陣6星期。他養傷兩個月才歸隊，5月2日作客1-0小勝史篤城於賽事末段後補復出上陣。5月24日聯賽閉幕戰主場對米杜士堡，他助攻予史坦尼拿斯射入奠勝球鎖定2-1勝局，結束球季。
季後哥利遜獲東尼·卡爾選為「年度小鎚仔」（Young Hammer Of The Year），而韋斯咸球迷網站「Knees Up Mother Brown」亦投票選他為「年度最佳青年球員」。
2009年8月23日聯賽主場對熱刺，哥利遜正選上陣，賽後才得知其父親在駕駛摩托車前來觀戰時不幸撞車身亡。兩日後他為球隊於英格蘭聯賽盃第二圈在主場迎戰死敵米禾爾，韋斯咸在加時賽後才以3-1取勝，全隊隊友均臂纏黑紗作為哀悼，而球迷在他進場亦鼓掌支持，賽事進行時在場內有球隊闖進草坪，而場外更發生球迷騷亂，而哥利遜在終場離開球場時淚流滿面。賽後蘇拿接受訪問時讚揚哥利遜在父親身故後的專業態度。
由於上季的膝傷復發，哥利遜缺席大部分9月的賽事，他於10月恢復操練，並於10月9日閉門對法國球隊的友誼賽復出及射入1球。8日後哥利遜於聯賽作客對史篤城正選上陣；他在連續兩仗對侯城及般尼分別取得入球。2010年3月3日代表國家隊上陣以0-1負於瑞典後，哥利遜再沒有作賽，因他的膝傷一直沒有十足痊癒，5月7日蘇拿宣佈哥利遜接受手術治療其軟骨傷患，並因此而需要缺陣長達9個月。因傷缺陣長達14個月後，科里森在2011年5月7日重返賽場，參加以1-1戰平布莱克本流浪者的比賽。
2011/12球季揭幕戰，主場以1-0不敵卡迪夫城的比賽，他在74分鐘上場取代马克·诺布尔。4天後科里森與球會簽下一份新的長期合約。10月15日以4-0大勝黑池的賽事，他錄得該賽季首顆進球。2012年4月23日作客莱斯特城的比賽，當時西漢姆聯要需取勝以確保仍有自動晉級資格希望。科里森在58分鐘打進一球，使球隊領先2-1至完場。球隊最後以86分第三名完成球季，取得晉級附加賽資格。2012年5月3日作客卡迪夫城，他打進該場比賽中所有進球，使球隊在附加賽第一回合以2-0領先，回到主場再以3-0取勝，總比數以5-0進入附加賽決賽。在温布利球场舉行的晉級附加賽決賽，科里森踢滿全場，而西漢姆聯以2-1擊敗黑池晉級至英超。
外借
2013年10月1日，英冠伯恩茅斯獲韋斯咸外借威爾斯國脚哥利遜，為期一個月，首次代表伯恩茅斯上場是2-1作客輸給列斯聯的賽事。他替伯恩茅斯上場四次後，因借用期滿而回到西漢姆聯。
2014年3月18日，科里森被外借至英冠球會韋根至季末。由於他沒有代表西漢姆聯參加足總盃，因此能代表韋根參加2014年4月12日足總盃準決賽對阿森纳。經過120鐘激戰後仍以1-1打平，比賽需要靠點球大戰分勝負。科里森主射第二球，但被烏卡什·法比安斯基撲出，阿森納以4-2勝出點球戰並進入決賽。科里森在球季完結後與西漢姆聯約滿離隊，期間各項賽事共上場121次打進14球。

#### 葉士域治和彼德堡
2014年9月26日，杰克·科里森與英冠球會葉士域治簽下一份短期合約至年底。加盟後因為傷患問題，到12月仍未有上場紀錄。球隊主教練米克·麥卡錫確認他不會被續約。
2015年5月29日，科里森與英甲球會彼得伯勒簽下一份一年合約。8月3日，他被任命為球隊U21主教練，以球員兼教練身份效力彼得伯勒。2016年2月13日，因為傷患不斷，27歲的科里森宣佈退出球員生涯，效力彼德堡期間共上場12次。雖然科里森退役，但他仍留在彼德堡任職教練。

### 國家隊
哥利遜透過在孟莫斯郡（Monmouthshire）貝德威爾提（Bedwellty）出生的外祖父取得代表威爾斯的資格，亦是前威爾斯國家橄欖球隊隊長約翰·吉威廉（John Gwilliam）的遠房親戚。雖然在英格蘭出生及成長，哥利遜選擇代表威爾斯參賽，對他的事業影響至深的母親亦以他代表其血緣祖國而感到驕傲。哥利遜在韋斯咸隊友亦是一員威爾斯國腳的比拿美通知威爾斯青年隊教練布莱恩·弗林有關他合資格入選，當觀察過這名19歲球員後，布莱恩·弗林挑選哥利遜入伍在2009年U21歐洲國家盃外圍賽出戰波斯尼亞。
21歲以下代表隊
2007年11月17日哥利遜首次代表威爾斯U21上陣主場迎戰波斯尼亞，他在這場處子賽射入1球為球隊鎖定4-0勝局。他在餘下的外圍賽悉數上陣，於2008年2月5日作客4-0大勝馬爾他再有一球進帳。威爾斯在外圍賽分組賽壓倒法國及羅馬尼亞首名出線，於附加賽巧遇英格蘭，兩回合累計僅負4-5錯失參加在瑞典舉行的決賽週。在威爾斯U21哥利遜與阿仙奴小將阿隆·拉姆塞組成正中場最佳拍檔，而這個組合勢將延續到威爾斯成年隊。
成年隊
2008年5月29日哥利遜首次代表威爾斯主隊在作客友賽對冰島上陣。在他父親意外過身後，時任國家隊領隊約翰·陶錫（John Toshack）讓他自由選擇是否願意入選參賽，已繼續為韋斯咸上陣兩場，他宣佈願意入選在世界盃外圍賽出戰俄羅斯。這場賽事可確認哥利遜的正式威爾斯大國腳地位，因為之前代表球隊6次上陣均為友誼賽，但他由於賽事舉行日期與其父親的葬禮同日舉行而無法出席。在膝傷復發後，哥利遜缺席全部外圍賽，而威爾斯亦僅能取得分組賽第四位而出局。
科里森傷癒後，陶錫徵召他入威爾斯代表隊23人名單參加2009年11月14日對蘇格蘭的友誼賽。可是他在賽對愛華頓期間受小傷而被迫退出參賽大軍。2009年11月，科里森入選威爾斯年佳最佳年青球員最终提名，另外兩人為西蒙·切爾奇和阿隆·拉姆塞。
2011年9月6日，他在2012年歐洲國家盃外圍賽對英格蘭的賽事上次，是他首次代表威爾斯成年隊參加正式比賽。

## 教練生涯
在效力彼得伯勒期間，年僅26歲的科里森正在考取足球教練執照的同時被任命為球隊U21主教練。2015年11月，他便被任命為球隊U18主教練，即使後來掛靴後仍繼續此職。
2017年7月20日，科里森回到西汉姆联擔任U16主教練一職。2019年6月，他辭去該職務，赴美國阿特蘭大聯擔任教練。

## 生涯統計

### 球會
| 球會             | 球季     | 聯賽     | 聯賽 | 聯賽 | 足總盃 | 足總盃 | 聯賽盃 | 聯賽盃 | 其它 | 其它 | 總計 | 總計 |
| 球會             | 球季     | 聯賽     | 上場 | 進球 | 上場   | 進球   | 上場   | 進球   | 上場 | 進球 | 上場 | 進球 |
| ---------------- | -------- | -------- | ---- | ---- | ------ | ------ | ------ | ------ | ---- | ---- | ---- | ---- |
| 韋斯咸           | 2007–08  | 英超     | 2    | 0    | 0      | 0      | 0      | 0      | —    | —    | 2    | 0    |
| 韋斯咸           | 2008–09  | 英超     | 20   | 3    | 4      | 0      | 0      | 0      | —    | —    | 24   | 3    |
| 韋斯咸           | 2009–10  | 英超     | 22   | 2    | 0      | 0      | 1      | 0      | —    | —    | 23   | 2    |
| 韋斯咸           | 2010–11  | 英超     | 3    | 0    | 0      | 0      | 0      | 0      | —    | —    | 3    | 0    |
| 韋斯咸           | 2011–12  | 英冠     | 31   | 4    | 1      | 0      | 0      | 0      | 3    | 2    | 35   | 6    |
| 韋斯咸           | 2012–13  | 英超     | 17   | 2    | 2      | 0      | 0      | 0      | —    | —    | 19   | 2    |
| 韋斯咸           | 2013–14  | 英超     | 10   | 0    | —      | —      | 5      | 1      | —    | —    | 15   | 1    |
| 韋斯咸           | 總計     | 總計     | 105  | 11   | 7      | 0      | 6      | 1      | 3    | 2    | 121  | 14   |
| 伯恩茅斯（外借） | 2013–14  | 英冠     | 4    | 0    | —      | —      | —      | —      | —    | —    | 4    | 0    |
| 韋根（外借）     | 2013–14  | 英冠     | 9    | 0    | 1      | 0      | —      | —      | —    | —    | 10   | 0    |
| 葉士域治         | 2014–15  | 英冠     | 0    | 0    | 0      | 0      | 0      | 0      | —    | —    | 0    | 0    |
| 彼得伯勒         | 2015–16  | 英甲     | 10   | 0    | 0      | 0      | 2      | 0      | 0    | 0    | 12   | 0    |
| 生涯總計         | 生涯總計 | 生涯總計 | 128  | 11   | 8      | 0      | 8      | 1      | 3    | 2    | 147  | 14   |

1. ↑  在晉級附加賽上場

### 國家隊
| 國家   | 年份 | 上場 | 進球 |
| ------ | ---- | ---- | ---- |
| 威爾斯 | 2008 | 3    | 0    |
| 威爾斯 | 2009 | 3    | 0    |
| 威爾斯 | 2010 | 1    | 0    |
| 威爾斯 | 2011 | 2    | 0    |
| 威爾斯 | 2012 | 1    | 0    |
| 威爾斯 | 2013 | 4    | 0    |
| 威爾斯 | 2014 | 1    | 0    |
| 總計   | 總計 | 15   | 0    |

## 榮譽
西漢姆聯
- 英格蘭冠軍足球聯賽晉級附加賽：2011–12[33]

個人
- 「年度小鎚仔」（Young Hammer of the Year）：2008–09年
- 倫敦BBC年度最佳青年球員：2009年[73][74]

## 外部連結
- 足球数据库：積克·哥利遜的球员统计数据
- 韋斯咸官網簡歷
- 威爾斯足總官網簡歷 （页面存档备份，存于）